# 朱瞻墡
朱 瞻墡（しゅ せんせん、1406年4月4日（永楽4年3月16日） - 1478年2月18日（成化14年1月16日））は、明の皇族。第4代皇帝洪熙帝の五男。母は誠孝皇后。第5代皇帝宣徳帝の同母弟にあたる。

## 生涯
1428年（宣徳3年）、宣徳帝により長沙王に、1436年（正統元年）には襄王に封じられた。宣徳帝の後に即位した甥の朱祁鎮（英宗）とは仲が悪かった（一方的に朱祁鎮が嫌悪したという説もある）という。1449年（正統14年）に土木の変が起こると、朝廷からは朱瞻墡を次期皇帝に推す声もあったが、朱瞻墡は固辞して英宗の弟の郕王朱祁鈺（景泰帝）を推挙した。その上で朱瞻墡自身は憂国の士を集めてオイラトに捕縛されていた英宗の身柄を求めての交渉などに尽力した。英宗が太上皇として戻ってくると、景泰帝に英宗の復位を求めたという。一説に奪門の変にも一枚かんでいたといわれる。
このため、英宗が復位すると皇族の中でも破格の厚遇を受けた。その後も皇族の重鎮として置かれ、1478年（成化14年）に73歳で薨去。